# 마키노 나리나카
마키노 나리나카(일본어: 牧野成央, 1699년 12월 31일 ~ 1719년 7월 3일)는 미카와 요시다 번 제2대 번주, 휴가 노베오카번 초대 번주를 지냈다. 나리사다계 마키노가(成貞系牧野家) 제3대 당주.
| 전임 마키노 나리하루 | 제2대 미카와 요시다 번 번주 (미카와 마키노가) 1707년 ~ 1712년 | 후임 마쓰다이라 노부토키 |

| 전임 미우라 아키히로 | 제1대 노베오카번 번주 (미카와 마키노가) 1712년 ~ 1719년 | 후임 마키노 사다미치 |